# Lijst van voetbalinterlands Bhutan - Oost-Timor (vrouwen)
Deze lijst van voetbalinterlands is een overzicht van alle officiële voetbalinterlands tussen de nationale vrouwenteams van Bhutan en Oost-Timor. De landen hebben tot nu toe één keer tegen elkaar gespeeld.

## Wedstrijden
| № | Plaats   | Datum         | Competitie                          | Wedstrijd           | Uitslag |
| - | -------- | ------------- | ----------------------------------- | ------------------- | ------- |
| 1 | Tasjkent | 11 april 2023 | Olympische Spelen 2024 kwalificatie | Oost-Timor − Bhutan | 1 − 3   |

## Samenvatting
| Competitie                     | Totaal gespeeld | Winst Bhutan | Gelijk | Winst Oost-Timor | Doelsaldo Bhutan – Oost-Timor |
| ------------------------------ | --------------- | ------------ | ------ | ---------------- | ----------------------------- |
| Olympische Spelen kwalificatie | 1               | 1            | 0      | 0                | 3 − 1                         |
| Totaal                         | 1               | 1            | 0      | 0                | 3 − 1                         |

BFF · A-internationals · Bhutaans mannenelftal
2010 – 2019 · 2020 – 2029
Bangladesh ·
India ·
Jordanië ·
Laos ·
Libanon ·
Malediven ·
Nepal ·
Oezbekistan ·
Oost-Timor ·
Pakistan ·
Saoedi-Arabië ·
Sri Lanka